# Matidia chlora
Matidia chlora là một loài nhện trong họ Clubionidae.
Loài này thuộc chi Matidia. Matidia chlora được Pater Chrysanthus miêu tả năm 1967.